# یژتسه (استان پومرانی غربی)
یژتسه (به لاتین: Jeżyce) یک روستا در لهستان است که در گمینا داروووو واقع شده‌است. یژتسه ۲۷۲ نفر جمعیت دارد.